# M. J. Bayarri
María Jesús Bayarri García, conocida científicamente como M.J. (Susie) Bayarri (Valencia,16 de septiembre de 1956-Valencia,19 de agosto de 2014) fue una estadista española pionera en el campo de la estadística bayesiana. Presidenta de la Sociedad Internacional de Análisis Bayesiano durante 1998 y de la Sociedad Española de Biometría entre 2001 y 2003.

## Trayectoria profesional
M. J. Bayarri obtuvo una licenciatura en 1976, una maestría en 1979 y un doctorado en matemáticas de la Universidad de Valencia en 1984. Comenzó su trayectoria profesional en 1978 como profesora asistente en el departamento de Estadística e Investigación Operativa de la Universidad de Valencia donde permaneció como miembro de la facultad hasta el final de su carrera. Trabajó como investigadora con estancias en Estados Unidos con una beca Fulbright y entre 1988. En 1994 en la Universidad Purdue se convirtió en profesora adjunta de la Universidad de Duke desde 2003 hasta 2014.
Investigadora principal en numerosos proyectos durante los seis primeros meses del curso se dedicaba a la docencia en la Universidad de Valencia y el resto del año trabajaba como investigadora. Susi Bayarri aportó a la Estadística Bayesiana numerosas investigaciones farmacéuticas y de valoración de riesgos a nivel teórico y metodológico que impactaron en el desarrollo de esta disciplina científica.
Fue autora y/o editora de cinco libros y publicó en prestigiosas revistas internacionales alrededor de 70 artículos científicos
Algunos de sus artículos fueron: 
- Armero, C. y Bayarri, M.J. (1984). Prior assesssments for prediction in queues. Journal of the Royal Statistical Society, Series D (The Statistician), 43 (1): 139-153.
- Bayarri, M.J. y Berger, J.O. (1998). Robust Bayesian analysis of selection models. Annals of Statistics
- Bayarri, M.J. y Berger, J. (2004). The interplay of Bayesian and Frequentist Analysis. Statistical Science
- Bayarri, M.J., Berger, J.O. y Liu, F. (2009). Modularization in Bayesian analysis, with emphasis on analysis of computer models. Bayesian Analysis
- Bayarri, M.J., Calder, E.S., Lunagomez, S., Pitman, E.B., Berger, J.O., Dalbey, K., Patra, A.K., Spiller, E.T. y Wolpert, R.L. (2009) Using Statistical and Computer Models to Quantify Volcanic Hazards. Technometrics

En 2014 su amiga Kerrie Mengersen le dedicó un poema

And when the Bayesians and the Fishers were washed up on the sand
The fight was almost judged to be a tie
But it was Susie who kept going, who led the final charge
For she didn’t want objective Bayes to die
She sent the beach on fire as she galloped through the fray
Hurling P and F tests through the foam
‘til the Fishers raised surrender and called the fight a day
And shut their laptops down and sailed for home.
And now at ISBA meetings where the Bayesians spend their days
To laugh and learn and share a drink or two
A glass is always toasted: to Susie, Queen of Bayes
And the cheering echoes loudly round the crew.
She will be remembered for setting Bayesian stats on fire
For her contributions to the field are long
And her passion and her laughter will continue to inspire
The Bayesian from Valencia lives on!

En 2014 murió de cáncer a los 57 años en Valencia.

## Premios y reconocimientos
- En 2016 se estableció la Susie Bayarri Lecture en las reuniones mundiales de la Sociedad Internacional para el Análisis Bayesiano.[8]
- Desde 2015 la Sociedad Bioestadística otorga el premio Susie Bayarri a la mejor comunicación que utilice metodología bayesiana en los congresos de la misma.[9]
- En 2008 presidenta del Instituto de Estadística Matemática y en la clase inaugural de miembros de la Sociedad Internacional para el Análisis Bayesiano en 2014.
- Sus publicaciones ganaron el Premio Frank Wilcoxon en 2006 y el Premio Jack Youden en 2008.
- En 1997 elegida miembro de la Asociación Estadounidense de Estadística y el Instituto Internacional de Estadística